# Mielno Stargardzkie (gmina)
Mielno Stargardzkie – dawna gmina wiejska istniejąca w latach 1945–1954 w woj. szczecińskim (dzisiejsze woj. zachodniopomorskie). Nazwa gminy pochodzi od wsi Mielno Stargardzkie, lecz siedzibą władz gminy było najpierw Mielno Stargardzkie, a od końca lat 40. Ciemnik (po wyburzeniu Mielna Stargardzkiego dla potrzeb Poligonu Drawskiego.
Gmina Mielno Stargardzkie powstała po II wojnie światowej na terenie tzw. Ziem Odzyskanych (tzw. III okręg administracyjny – Pomorze Zachodnie). 28 czerwca 1946 gmina – jako jednostka administracyjna powiatu stargardzkiego – weszła w skład nowo utworzonego woj. szczecińskiego.
Według stanu z 1 lipca 1952 gmina składała się zaledwie z 2 gromad: Ciemnik i Czertyń. Gmina została zniesiona 29 września 1954 wraz z reformą wprowadzającą gromady w miejsce gmin. Jednostki nie przywrócono 1 stycznia 1973 wraz z kolejną reformą reaktywującą gminy, a jej dawny obszar wszedł w skład nowej gminy Ińsko.
Zobacz też: gmina Mielno.